# Khan Yunis
Khan Yunis  (em árabe: خان يونس; literalmente Taverna de Jonas) é uma cidade palestina situada no sul da Faixa de Gaza. 

## Geografia
Tendo um clima que é o semiárido, onde chove apenas 260 mm de água por ano, e as temperaturas costumam ser elevadas de dia, e frescas durante a noite. Está a poucos quilômetros do mar Mediterrâneo, e é cercada por uma vegetação rasteira típica do litoral.

## História
Khan Yunis é muito antiga, não se sabe ao certo quando surgiu, mas há registros de que no século XIV o local era ocupado por um vilarejo muçulmano chamado de Salgah. Nessa época, o sultão mameluco Barcuque, que governou o desde o Cairo de 1382 até 1399, deu ordem de construir um caravançará, estalagem onde seriam recebidos os comerciantes, peregrinos e viajantes que passavam pela região, ponto de passagem entre Levante e o Egito. O encarregado do sultão de supervisionar e administrar o caravançará foi seu secretário e amigo Yunis Ibn Abdallah an-Nawruzi ad-Dawadar (يونس عبد الله بن النورزي الداودار), daí o nome da cidade: o Khan  Yunis, ou seja, a hospedaria de Yunis. Assim, cidade começou a progredir, tornando-se famosa pela feira semanal realizada às quintas-feiras, que atraía gente de lugares próximos. Também havia ali uma parada de onde descansavam os mensageiros, que antigamente realizavam o trabalho que os carteiros fazem hoje em dia, com a diferença de irem (de cavalo ou camelo) entre uma localidade e outra, e não apenas entre um bairro e outro da mesmo município. 

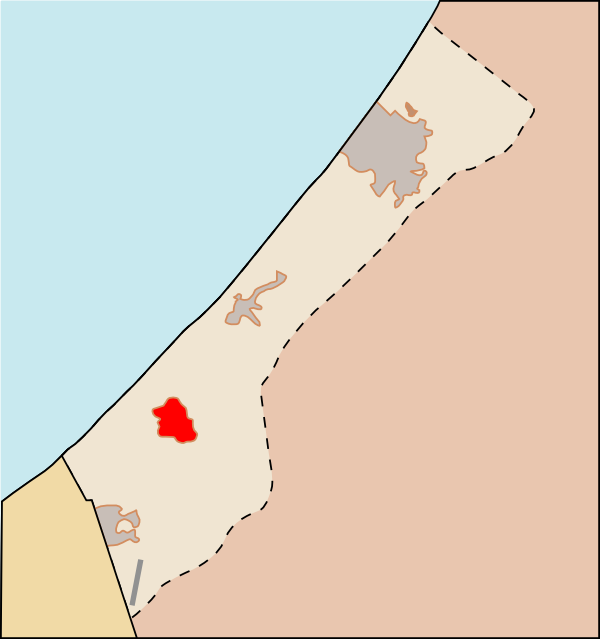
A área vermelha no mapa acima é a localização da cidade de Khan Yunis no território de Gaza.

Khan Yunis foi um importante centro de comércio, no mesmo nível de Gaza, até a época do Mandato Britânico da Palestina. Mas os dias de glória estavam por terminar. Em 1948, foi estabelecido o Campo de Refugiados de Khan Yunis, que converteu-se em lar a mais de 35 mil cidadãos que fugiram ou abandonaram suas residências em outras vilas quando da guerra que resultou na criação do Estado de Israel. 1948, inicialmente abrigou 35 mil árabes palestinos. Em meados de 2008 eles eram 68.324, entre os refugiados já idosos e seus descendentes, segundo a UNRWA. Passaram a viver uma vida suportável, mas amarga, todos os dias, na lembrança da antiga vida normal que tinham, aumentavam sua revolta e seu ódio a Israel, por eles chamado de "Entidade Sionista", pois sequer seu nome suportavam pronunciar (ver Nakba).

## História Recente
Quando foi separada a Faixa de Gaza de Israel, o Egito a ocupou, tal como a Jordânia ocupou a Margem Ocidental do Rio Jordão. Nenhum dos dois ocupantes preocuparam-se em estabelecer um Estado Palestino, apenas limitaram-se a anexar as áreas. Quando Israel, na Guerra de Suez, em 1956 passou por Gaza, em Khan Yunis foi o único lugar do território onde os soldados egípcios tentaram alguma resistência, bem como fedayins locais, o que incentivou o exército invasor a abrir fogo, matando 275 pessoas (140 deles refugiados). Foi o primeiro de uma série de episódios onde houve conflitos entre palestinos e israelenses na cidade, pois em 1967 voltou a haver ocupação, e ela estendeu-se por 38 anos. Nas duas primeiras décadas, os palestinos eram relativamente pacíficos, muito embora francamente hostis a presença de ocupantes judeus. Enquanto havia interesse de mútuo, muitos palestinos, especialmente homens, trabalharam em cidades israelenses, aprendendo um hebraico básico para comunicar-se com as pessoas do outro lado da fronteira.
Depois das intifadas, no entanto, a travessia para o lado israelense foi proibida pelas autoridades daquele país, e a fonte de renda das famílias que dependiam desses empregos para manter um padrão de vida decente acabou da noite para o dia. Muitos estão na miséria até hoje, porque em Gaza a economia não se desenvolve satisfatoriamente. A miséria, somada ao nacionalismo e ao exacerbamento da religião promovidos pelo Hamas, que tomou o poder num golpe contra o A-Fatah em 2007, deram a grupos terroristas o aval para tentar atacar Israel, com homens bomba e, em anos mais recentes, foguetes de Katyusha e Qassam. Numa tentativa de proteger suas cidades localizadas na parte sudoeste do país, Israel respondeu com uma guerra relâmpago no começo de 2009, deixando muitas vítimas por toda a Faixa de Gaza (ver Operação Chumbo Fundido). Ashkelon e especialmente Sderot foram atingidas por mísseis vindos de toda a Faixa de Gaza, uma situação de medo e insegurança constante aos cidadãos (em Sderot, vila a três quilômetros da Faixa de Gaza, 90% dos habitantes declaravam, antes da interferência da Operação Chumbo Fundido, terem presenciado a queda de foguetes em sua rua ou nas proximidades).
Por estar impossibilitada de ultrapassar os assentamentos judeus mantidos por Israel até sua retirada, em 2005, quase todos os moradores da cidade nunca tinham visto o mar até aquela data, quando finalmente puderam passar os poucos quilômetros que separam o perímetro urbano de Khan Yunis da praia ao sul da Faixa de Gaza.

## Demografia
Sua população cresce rapidamente, entrando em processo de conurbação com as vilas vizinhas, como Abasan al-Kabira. Sua população é de cerca de 280 mil (dados de 2006) fonte aqui, mas em 1950 nem chegava aos 40 mil.